# Юхары-Гушчулар
Юхары-Гушчулар (азерб. Yuxarı Quşçular), или Юхары-Кушчулар, — село в Ходжалинском районе Азербайджана, является центром Гушчуларского сельского административно-территориального округа.

## География
Село Юхары-Гушчулар является центром Гушчуларского сельского административно-территориального округа Ходжалинского района, при этом в состав этого сельского административно-территориального округа входит также и село Ашагы-Гушчулар.
Село расположено на высоте 794 м на берегу реки Гаргарчай неподалёку от села Малыбейли, в 15 км к северу от города Шуша и в 4 км от города Ханкенди. До передачи в состав Ходжалинского района имело эксклавное положение: точно так же как и сёла Малыбейли и Ашагы-Гушчулар, считалось селом Шушинского района, хотя географически находилось почти внутри Ходжалинского района.

## История
В Советский период на 1977 год село входило в состав Малыбейлинского сельсовета Шушинского района Нагорно-Карабахской автономной области (НКАО) Азербайджанской ССР. Решением Верховного Совета Азербайджанской Республики от 7 февраля 1991 года по Шушинскому району НКАО, село Юхары-Гушчулар было выделено из состава Малыбейлинского сельсовета, был создан Гушчуларский сельсовет с центром в селе Юхары-Гушчулар, а село Ашагы-Гушчулар было передано из состава Малыбейлинского сельсовета в состав Гушчуларского сельсовета.
2 сентября 1991 года на совместной сессии Нагорно-Карабахского областного и Шаумяновского районного Советов народных депутатов была принята Декларация о провозглашении Нагорно-Карабахской Республики в границах Нагорно-Карабахской автономной области (НКАО) и сопредельного Шаумяновского района Азербайджанской ССР.
26 ноября 1991 года Верховный Совет Азербайджанский Республики принял Закон «Об упразднении Нагорно-Карабахской автономной области Азербайджанской Республики». В этом Законе было постановлено помимо упразднения Нагорно-Карабахской Автономной Области (НКАО), в том числе также и упразднение Аскеранского района, образование Ходжалинского района с центром в городе Ходжалы и передача территории упразднённого Аскеранского района в состав Ходжалинского района, включение Ходжалинского и Шушинского районов в число районов республиканского подчинения.
В ходе Карабахского конфликта село 11-12 февраля 1992 года было занято армянскими вооружёнными формированиями и попало под контроль непризнанной Нагорно-Карабахской Республики (НКР). Согласно административно-территориальному делению непризнанной республики располагалось на территории Аскеранского района НКР. Село сильно пострадало от войны в Карабахе и было сожжено армянскими вооружёнными формированиями.
Согласно Трёхстороннему Заявлению в ночь с 9 по 10 ноября 2020 года, подписанному по итогам Второй карабахской войны, село перешло под контроль Российских миротворческих сил.
В ходе сентябрьских столкновений 2023 года село вернулось под контроль Азербайджана.
Законом Азербайджанской Республики от 5 декабря 2023 года село Малыбейли Малыбейлинского сельского административно-территориального округа, сёла Юхары-Гушчулар и Ашагы-Гушчулар Гушчуларского сельского административно-территориальным округа, вместе с Малыбейлинским и Гушчуларским сельскими административно-территориальными округами из состава Шушинского района были переданы в состав Ходжалинского района. Таким образом, в настоящее время село Юхары-Гушчулар является центром Гушчуларского сельского административно-территориального округа Ходжалинского района.

## Население
До занятия села армянскими войсками, село имело исключительно азербайджанское население. По данным переписи 1921 года, в селе Кушчулар (Ашагы-Кушчулар, Юхары-Кушчулар) проживало 239 человек — все азербайджанские тюрки (азербайджанцы). По данным Азербайджанской Советской Энциклопедии на 1986 год, в селе проживало 280 человек — все азербайджанцы.